# Собор, Евгений Васильевич
Евгений Васильевич Собор (1942 — ?) — молдавский советский государственный и коммунистический деятель, секретарь ЦК КП Молдавской ССР, министр культуры Молдавской ССР. Депутат Верховного Совета Молдавской ССР 10-11 созывов. Член ЦК Коммунистической партии Молдавии.

## Биография
Родился в семье служащего. В 1958 году окончил Каларашское педагогическое училище. С 1958 года работал учителем Бардарской средней школы Котовского района Молдавской ССР.
Окончил Кишиневский государственный университет имени Ленина.
В 1964—1974 годах — инструктор, заведующий сектором, заведующий отделом Кишиневского городского комитета ЛКСМ Молдавской ССР; 1-й секретарь Фрунзенского райкома ЛКСМ Молдавской ССР; 2-й секретарь, 1-й секретарь Кишиневского городского комитета ЛКСМ Молдавской ССР.
Член КПСС с 1966 года.
В 1974—1975 годах — секретарь Ленинского районного комитета КП Молдавской ССР города Кишинева.
В 1975—1976 годах — инструктор отдела информации и зарубежных связей ЦК КП Молдавской ССР.
В 1976—1980 годах — 1-й секретарь Ленинского районного комитета КП Молдавской ССР города Кишинева.
В 1980—1983 годах — секретарь Кишиневского городского комитета КП Молдавской ССР.
Окончил Академию общественных наук при ЦК КПСС в Москве.
В 1983—1985 годах — заведующий отделом культуры ЦК КП Молдавской ССР.
20 ноября 1985 — 28 декабря 1988 — председатель Государственного комитета по кинематографии Совета министров Молдавской ССР.
28 декабря 1988 — 11 декабря 1989 года — министр культуры Молдавской ССР.
5 декабря 1989 — август 1991 — секретарь ЦК КП Молдавской ССР по вопросам идеологии.